# Homoneura thegalea
Homoneura thegalea är en tvåvingeart som beskrevs av Kim 1994. Homoneura thegalea ingår i släktet Homoneura och familjen lövflugor. Inga underarter finns listade i Catalogue of Life.